# Eva Moore
Pour les articles homonymes, voir Moore.
Eva Moore, née le 9 février 1870 à Brighton (Sussex de l'Est) et morte le 27 avril 1955 à Maidenhead (Berkshire), est une actrice britannique.

## Biographie
Très active au théâtre de 1887 à 1945, Eva Moore joue notamment à Londres, par exemple dans Orgueils et Préjugés en 1936 (adaptation du roman éponyme de Jane Austen, avec Celia Johnson et Anthony Quayle).
En 1891, elle épouse l'acteur et dramaturge Henry V. Esmond (en) (1869-1922) et en reste veuve à son décès ; de leur union sont nés trois enfants, dont l'actrice Jill Esmond (1908-1990). Elle joue ainsi dans plusieurs pièces de son mari, comme Eliza Comes to Stay et The Dear Fool, représentées entre autres à Broadway (New York) en 1914, avec l'auteur et Leslie Banks.
Au cinéma, dès la période du muet, Eva Moore contribue à vingt-neuf films — majoritairement britanniques ou en coproduction —, le premier étant The Law Divine (en) d'H.B. Parkinson et Challis Sanderson (en) (1920, avec Henry V. Esmond et Evelyn Brent). Par la suite, mentionnons The Crimson Circle de George Ridgwell (son deuxième film, 1922, avec Jack Hobbs et Victor McLaglen), J'étais une espionne de Victor Saville (1933, avec Nigel Bruce et Madeleine Carroll) et Le Divorce de Lady X de Tim Whelan (1938, avec Merle Oberon et Laurence Olivier).
Elle apparaît aussi dans quelques productions américaines, dont Une soirée étrange de James Whale (1932, avec Boris Karloff et Melvyn Douglas) et L'Emprise d'Edmund Goulding (son avant-dernier film, 1946, avec Paul Henreid et Eleanor Parker).
Son dernier film, australien, est A Son Is Born (en) d'Eric Porter (en) (avec Ron Randell et Peter Finch), sorti également en 1946.

## Théâtre (sélection)

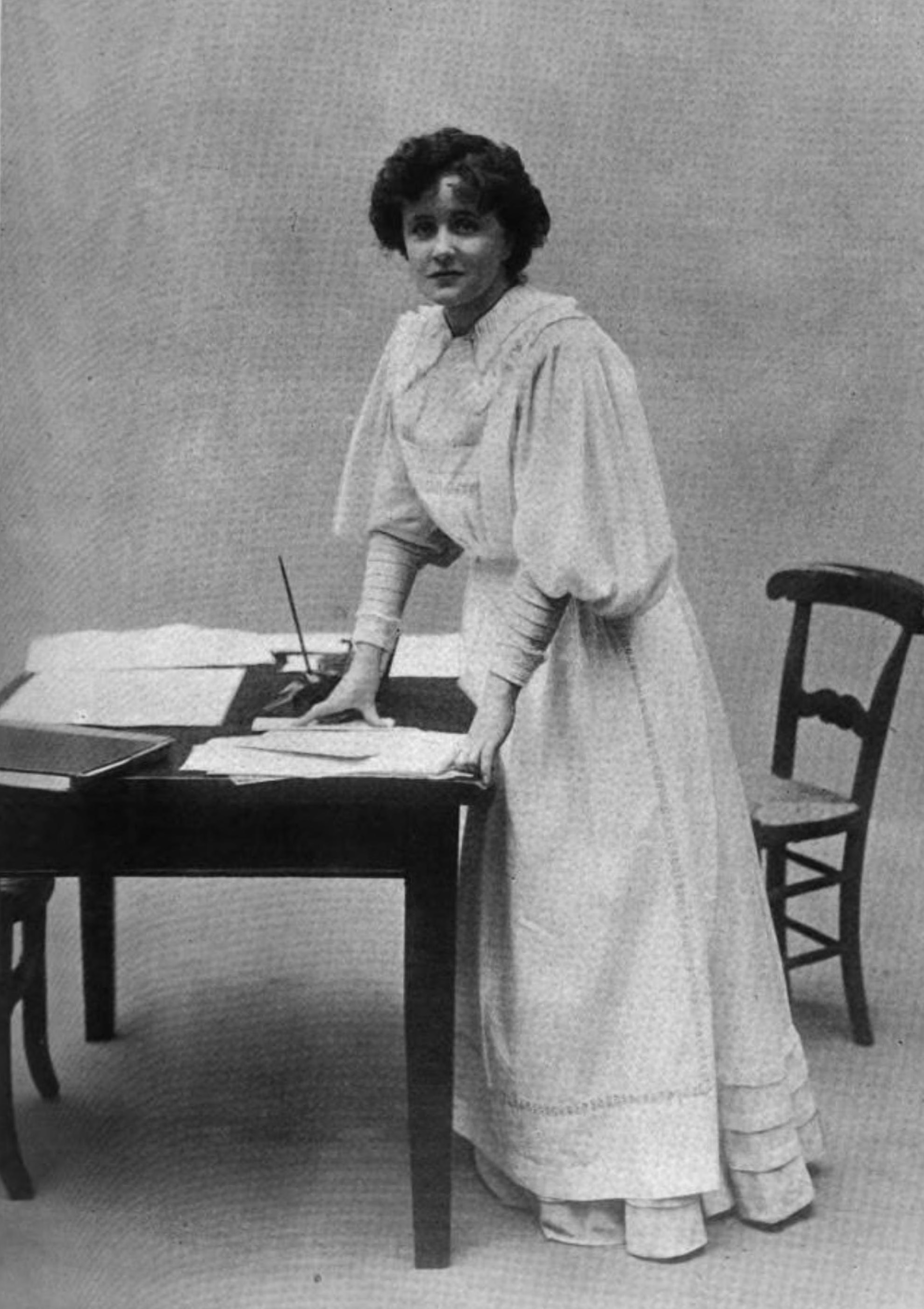
En 1907 à Londres, dans la pièce Sweet Kitty Bellairs

(pièces jouées à Londres, sauf mention contraire)
- 1890 : The Cabinet Minister d'Arthur Wing Pinero : Comtesse de Drumdurris
- 1898-1899 : Carnac Sahib d'Henry Arthur Jones
- 1903 : Billy's Little Love Affair d'Henry V. Esmond : Wilhelmina Marr
- 1906-1907 : John Glayde's Honor d'Alfred Sutro
- 1907 : Sweet Kitty Bellairs de David Belasco, d'après le roman The Bath Comedy d'Egerton Castle : rôle-titre[1]
- 1908-1909 : The House of Bondage de Seymour Obermer
- 1910-1911 : The Vision of Delight de Ben Jonson
- 1913-1914 : Eliza Comes to Stay d'Henry V. Esmond (reprises : Broadway en 1914 — production de Charles Frohman — ; Bristol en 1915-1916 ; Londres en 1923) : Eliza
- 1914 : The Dear Fool d'Henry V. Esmond, production de Charles Frohman (Broadway)
- 1919 : Caesar's Wife de William Somerset Maugham : Mme Etheridge
- 1933-1934 : Don Buonaparte (Cabbages and Kings) de Giovacchino Forzano, adaptation d'Emile Littler
- 1936 : Orgueil et Préjugés (Pride and Prejudice), adaptation par Helen Jerome du roman éponyme de Jane Austen
- 1938 : Drake de Louis N. Parker

## Filmographie partielle

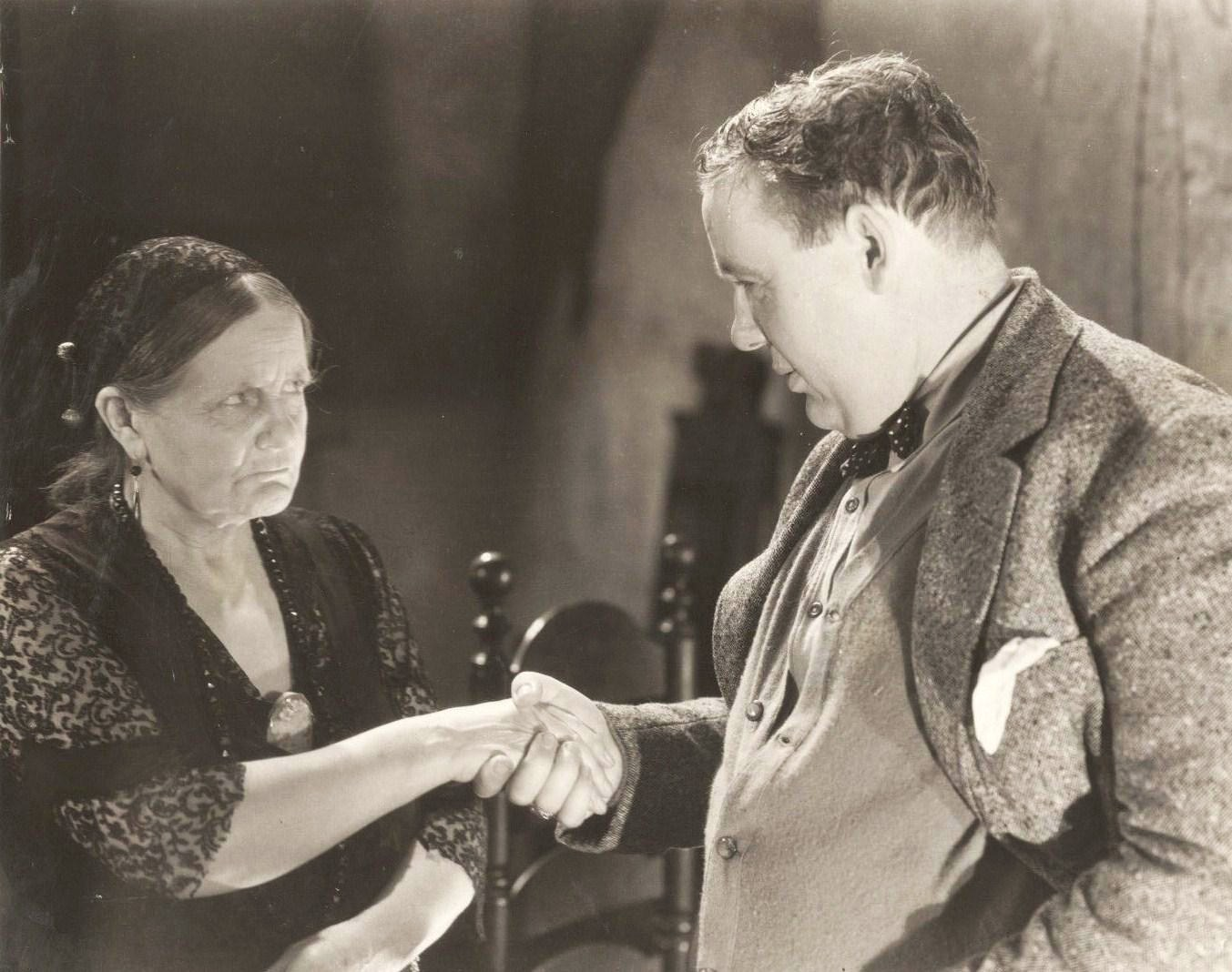
Avec Charles Laughton, dans Une soirée étrange (1932)

(films britanniques, sauf mention contraire)
- 1920 : The Law Divine de H.B. Parkinson et Challis Sanderson : Edie le Bas
- 1922 : The Crimson Circle de George Ridgwell : Tante Prudence
- 1922 : Flames of Passion de Graham Cutts : la tante
- 1923 : Chu-Chin-Chow d'Herbert Wilcox (film germano-britannique) : Alcolma
- 1924 : The Great Well d'Henry Kolker : Mme Starling
- 1931 : Brown Sugar de Leslie S. Hiscott : Mme Cunningham
- 1931 : Almost a Divorce de Jack Raymond et Arthur Varney : Tante Isobel
- 1932 : But the Flesh Is Weak de Jack Conway (film américain) : Lady Florence Ridgway
- 1932 : Une soirée étrange ou La Maison de la mort (The Old Dark House) de James Whale (film américain) : Rebecca Femm
- 1933 : The Song You Gave Me de Paul L. Stein : la grand-mère
- 1933 : J'étais une espionne (I Was a Spy) de Victor Saville : Ma, la cantinière
- 1933 : Just Smith ou Leave It to Smith de Tom Walls : Lady Trench
- 1934 : Blind Justice de Bernard Vorhaus : « Fluffy »
- 1934 : Le Juif Süss (Jew Suss) de Lothar Mendes : Jantje
- 1934 : Little Stranger de George King : Jessie Collins
- 1935 : Annie, Leave the Room! de Leslie S. Hiscott : Mme  Morley
- 1935 : Vintage Wine d'Henry Edwards : Joséphine Popinot
- 1936 : Parisian Life de Robert Siodmak (film franco-britannique, version anglaise de La Vie parisienne) : Liane
- 1938 : Old Iron de Tom Walls : Lady Woodstock
- 1938 : Le Divorce de Lady X (The Divorce of Lady X) de Tim Whelan : une Lady
- 1946 : Le Fils de Robin des Bois (The Bandit of Sherwood Forest) d'Henry Levin et George Sherman (film américain) : Mère Meg
- 1946 : L'Emprise (Of Human Bondage) d'Edmund Goulding (film américain) : Mme Gray
- 1946 : A Son Is Born (en) d'Eric Porter (film australien) : Mme Humphries